# Leptothorax congruus
Leptothorax congruus är en myrart som beskrevs av Smith 1874. Leptothorax congruus ingår i släktet smalmyror, och familjen myror.

## Underarter
Arten delas in i följande underarter:
- L. c. congruus
- L. c. wui